# 斉藤浩行
斉藤 浩行（さいとう ひろゆき、1960年5月10日 - ）は、栃木県宇都宮市出身の元プロ野球選手（外野手、一塁手）、監督。

## 来歴・人物

### 現役時代
宇都宮商業高では1977年秋季関東大会に進むが、1回戦で取手二高に敗退。翌1978年の夏の甲子園栃木県予選は準決勝で小山高に敗れる。
高校卒業後は、社会人野球の東京ガスに入社。1980年から都市対抗野球に一塁手として2年連続出場。1981年の都市対抗野球では工藤真らの好投もあって準決勝に進むが、電電東京の竹舛和也に完封を喫する。この時のチームメイトに金森栄治（プリンスホテルから補強）がいた。同年のプロ野球ドラフト会議で広島東洋カープから2位指名を受け入団。そのずば抜けたパワーからポスト山本浩二と評された長距離打者であった。
1年目の1982年7月3日、中日ドラゴンズ戦で一軍初出場を果たし、初安打もこの試合で記録した。翌日の中日戦では都裕次郎から初本塁打を打った。同年は左翼手、一塁手として28試合に先発出場。二軍では、.316、15本、62点で打点王を獲得。
2年目のキャンプで右目に打球を受け、一時視力が低下。その年は、二軍で.295、17本、58点で初の本塁打王となるが、一軍ではノーヒットに終わる。3年目は、二軍で.271、18本、56点で二度目の本塁打王となり、オフに実施されたボルチモア・オリオールズとの親善試合では特大本塁打を放つ。4年目は、二軍で.341、15本、45点で打率2位を記録。5年目は、二軍で.276、20本、53点で三度目の本塁打王を獲得。6年目は、二軍で.323、17本、50点で打率2位を記録し、史上初めて二軍で通算100本塁打を記録する。7年目は、二軍で18試合の出場となり、.379、4本、11点を記録。
このように、デーゲーム中心のファームではホームランを量産するなど素晴らしい成績だったが、視力低下の影響でナイター中心となる一軍ではその実力を発揮できず、平凡な成績に終わった。ファーム通算161本塁打は現在も破られていない。1988年にはランディ・ジョンソンの故障もあって三塁手としても起用されるが実績は残せなかった。
1988年オフ、片岡光宏と共に片平哲也・本村信吾との2対2の交換トレードで中日ドラゴンズに移籍。1989年7月から左翼手、六番打者に抜擢される。シーズン終盤には一塁手に回り39試合に先発出場、三番打者としても9試合に出場した。8年目のこの年は、二軍でも37試合の出場ながら、.330、12本、27点の成績を残す。しかし翌1990年は打撃成績が低迷、二軍では規定不足ながら、.266、14本、41点を記録。
1990年オフには小松崎善久との交換トレードで日本ハムファイターズへ移籍となり、1991年は初のイースタンリーグで規定不足ながら、.285、14本、36点。1992年は、二軍で.242、15本、47点を記録するも、この年限りで現役を引退した。

### 引退後
引退後はプロ野球マスターズリーグの名古屋80D’sersで選手として活動していた。
2006年から四国アイランドリーグplusの愛媛マンダリンパイレーツで、打撃コーチを5シーズン務めた。
2011年、同リーグの徳島インディゴソックスの監督に就任。初年度でチームを初の前期優勝、さらには年間総合優勝に導いた。過去にリーグで年間総合優勝を達成した監督のうち、NPBでの指導者歴がない人物は斉藤が初めてである。しかしシーズン終了後の11月21日、退団が発表された。選手の地域貢献に対する考え方の球団側との相違が原因と報じられている。
退団後はスポーツDEPO徳島藍住店に勤務している。

## 詳細情報

### 年度別打撃成績
| 年 度      | 球 団      | 試 合 | 打 席 | 打 数 | 得 点 | 安 打 | 二 塁 打 | 三 塁 打 | 本 塁 打 | 塁 打 | 打 点 | 盗 塁 | 盗 塁 死 | 犠 打 | 犠 飛 | 四 球 | 敬 遠 | 死 球 | 三 振 | 併 殺 打 | 打 率 | 出 塁 率 | 長 打 率 | O P S |
| ---------- | ---------- | ----- | ----- | ----- | ----- | ----- | -------- | -------- | -------- | ----- | ----- | ----- | -------- | ----- | ----- | ----- | ----- | ----- | ----- | -------- | ----- | -------- | -------- | ----- |
| 1982       | 広島       | 45    | 118   | 113   | 10    | 24    | 3        | 0        | 4        | 39    | 9     | 0     | 0        | 0     | 0     | 4     | 1     | 1     | 21    | 2        | .212  | .246     | .345     | .591  |
| 1983       | 広島       | 10    | 13    | 12    | 0     | 0     | 0        | 0        | 0        | 0     | 0     | 0     | 0        | 0     | 0     | 1     | 0     | 0     | 7     | 0        | .000  | .077     | .000     | .077  |
| 1984       | 広島       | 12    | 23    | 21    | 3     | 6     | 3        | 0        | 2        | 15    | 3     | 0     | 0        | 0     | 0     | 2     | 0     | 0     | 4     | 0        | .286  | .348     | .714     | 1.062 |
| 1985       | 広島       | 30    | 52    | 49    | 2     | 7     | 1        | 0        | 2        | 14    | 8     | 0     | 0        | 0     | 1     | 2     | 0     | 0     | 16    | 1        | .143  | .173     | .286     | .459  |
| 1986       | 広島       | 2     | 2     | 2     | 0     | 1     | 0        | 0        | 0        | 1     | 0     | 0     | 0        | 0     | 0     | 0     | 0     | 0     | 1     | 0        | .500  | .500     | .500     | 1.000 |
| 1987       | 広島       | 6     | 15    | 15    | 0     | 2     | 1        | 0        | 0        | 3     | 0     | 0     | 0        | 0     | 0     | 0     | 0     | 0     | 7     | 0        | .133  | .133     | .200     | .333  |
| 1988       | 広島       | 25    | 51    | 48    | 4     | 6     | 1        | 0        | 2        | 13    | 2     | 1     | 0        | 0     | 0     | 3     | 0     | 0     | 19    | 0        | .125  | .176     | .271     | .447  |
| 1989       | 中日       | 58    | 142   | 123   | 16    | 30    | 3        | 0        | 6        | 51    | 17    | 1     | 1        | 4     | 1     | 13    | 0     | 1     | 29    | 2        | .244  | .319     | .415     | .733  |
| 1990       | 中日       | 11    | 17    | 16    | 0     | 2     | 1        | 0        | 0        | 3     | 0     | 0     | 0        | 0     | 0     | 1     | 0     | 0     | 5     | 0        | .125  | .176     | .188     | .364  |
| 1991       | 日本ハム   | 21    | 43    | 37    | 1     | 7     | 0        | 0        | 0        | 7     | 1     | 1     | 0        | 0     | 0     | 6     | 0     | 0     | 13    | 0        | .189  | .302     | .189     | .492  |
| 1992       | 日本ハム   | 8     | 21    | 17    | 0     | 4     | 1        | 0        | 0        | 5     | 1     | 0     | 1        | 2     | 0     | 2     | 0     | 0     | 6     | 0        | .235  | .316     | .294     | .610  |
| 通算：11年 | 通算：11年 | 228   | 497   | 453   | 36    | 89    | 14       | 0        | 16       | 151   | 41    | 3     | 2        | 6     | 2     | 34    | 1     | 2     | 128   | 5        | .196  | .255     | .333     | .588  |

### 表彰
- ウエスタン・リーグ本塁打王：2回 （1982年、1984年）
- ウエスタン・リーグ打点王：3回 （1983年、1984年、1986年）

### 記録
- 初出場・初先発出場：1982年7月3日、対中日ドラゴンズ14回戦（広島市民球場）、7番・左翼手として先発出場
- 初安打：同上、4回裏に郭源治から二塁打
- 初本塁打・初打点：1982年7月4日、対中日ドラゴンズ15回戦（広島市民球場）、5回裏に都裕次郎から先制2ラン

### 背番号
- 39 （1982年）
- 7 （1983年 - 1985年）
- 10 （1986年 - 1988年）
- 47 （1989年 - 1990年）
- 31 （1991年 - 1992年）
- 88 （2006年 - 2011年）